# 2001年のテレビ特別番組一覧
2001年のテレビ特別番組一覧(2001ねんのテレビとくべつばんぐみいちらん)
本項では、2001年に日本で放送されたテレビの特別番組をまとめる。

## 単発特番
記事が立項されている番組、および、他年度を含めると通算2度以上放送されている番組に限定して記載する。

### 2月放送
- 3日 - 仲間由紀恵の感動!大好きブルガリア（テレビ東京）

### 3月放送
- 25日 - 高田・大竹・渡辺のオヤジ3人旅（中京テレビ）

### 6月放送
- 30日-7月1日 - ファイトTV24・やればできるさ!（TBS）

### 8月放送
- 26日 - 突撃ほかほかごはん隊!（中京テレビ）

### 11月放送
- 17日
  - ALL JAPANリクエストアワード（読売テレビ）
- 18日
  - 第1回吉本陸上競技会（MBS毎日放送）

### 12月放送
- 25日
  - M-1グランプリ（ABC朝日放送）
  - 国民脳力ランキング クイズ常識の時間（日本テレビ）
  - クリスマスの約束〰きっと君は来ない〰（TBS）
- 29日
  - ウッチャンナンチャン新世紀お笑いバトル!!（TBS）

## 2回以上放送のシリーズ特番
※レギュラー化前の特番、打ち切り後の復活特番も扱っています。

### 1月放送
- 1日
  - 占いバトル争奪1000万 今年の運勢完全発表（フジテレビ）
  - 僕たちの懐かしのメロディー 19XX〜20XX（フジテレビ）
  - 30人31脚全国大会2000 涙と感動の全記録!（テレビ朝日）
  - 第34回初詣!爆笑ヒットパレード（フジテレビ）
  - 第12回オールスターチャリティーゴルフ大会（テレビ東京）
  - 新世紀あっぱれテレビ（日本テレビ）
  - 演歌初春歌ごよみ（テレビ東京）
  - 志村&所の戦うお正月（テレビ朝日）
  - 究極の食道楽ショー! すし!丼!ラーメン!大激突SP（TBS）
  - 2001年プロ野球オールスタークイズ日本一（テレビ東京）
  - 新春爆笑名人99連発“21世紀の大復活祭”（日本テレビ）
- 2日
  - 新春!!森田の特報天気2001（TBS）
  - ムツゴロウ新春蔵出し!愛のどうぶつ秘蔵スペシャル・20年間の取材テープ1万本から選んだ感動の親子物語一挙大公開（フジテレビ）
  - 生中継!新春東西寄席（テレビ東京）
  - つるべのナニワ漫遊道2001（関西テレビ）
  - 名球会vsたけし芸能界ドリームチーム（テレビ朝日）
  - 完全なる料理の鉄人 21世紀料理初め（フジテレビ）
  - 新春に豪打2001（テレビ朝日）
  - Ryu's Bar 21（MBS毎日放送）
  - ウッチャンナンチャンの帰ってきた炎のチャレンジャーこれができたら1000万円!!（テレビ朝日）
  - 夢対決!2001 とんねるずのスポーツ王は俺だ!スペシャルII（テレビ朝日）
  - 中居ドキドキ徳光泥酔超スター選手が大集合体育会系大新年会SP
  - 志村&鶴瓶のあぶない21世紀（テレビ朝日）
  - 噂のCMガール2001（TBS）
  - 朝まで麻雀スタジアム（テレビ朝日）
  - RAVE 2001（テレビ東京）
- 3日
  - えっ!?今年もやるのかSP!!大阪〜伏見縦断かくれんぼ 渡る世間は鬼だらけ2001（関西テレビ）
  - 21世紀だよドレミファドン!（フジテレビ）
  - 新春女子アナここまでやりますスペシャル'01（フジテレビ）
  - プロ野球12球団対抗ボウリング大会（テレビ東京）
  - 平成教育委員会2001!スペシャル（フジテレビ）
  - 究極!にっぽんの職人（テレビ東京）
  - 女王様の部屋（中京テレビ）
  - サザンオールスターズ世紀の世紀越ライブ（TBS）
  - 初夢紀行2001（テレビ朝日）
  - 北半球で一番くだらない番組（フジテレビ）
  - 視聴率ガチンコ対決!!新番組争奪芸人バトル（テレビ朝日）
- 4日
  - 2001年新春!とっておき米朝一座（関西テレビ）
  - つるべのスポーツ爆笑新年会（フジテレビ）
  - プロ野球12球団スーパーバトル2001（東海テレビ）
  - 激録!交通警察24時（テレビ朝日）
  - 特ホウ王国2001!新春大復活スペシャル（日本テレビ）
- 5日
  - 世界に眠る幻の大公開(秘)映像大発掘スペシャル（TBS）
  - さんま・玉緒のお年玉あんたの夢をかなえたろかスペシャル（TBS）
- 6日
  - 世界超危険映像まる見え恐怖の怪奇事件大捜査スペシャル（日本テレビ）
  - ザ・TV視聴率ベスト30 2001年お正月スペシャル（日本テレビ）
- 7日
  - ボク達同級生!プロ野球昭和40年会VS48年会（関西テレビ）
  - ホンモノの伊東一家は海外嫌い!? 伊東四朗・貴明親子のオーストラリア悪戦苦闘大冒険（テレビ朝日）
- 9日 - あなたの心に生きるあの歌、その人生II（フジテレビ）
- 13日 - 名球会チャリティーゴルフ（TBS）
- 20日 - 地球大紀行スペシャル 舞の海先生のヒマラヤがちんこ教室（中部日本放送）
- 26日 - 巨大病院救命最前線 緊急完全密着スペシャル（TBS）
- 27日 - 報道スペシャル 少子・長命時代（テレビ東京）
- 28日 - 錦野旦・TIMの潜入!芸能界焼肉コネクション（日本テレビ）

### 2月放送
- 2日 - 偉大な母への感謝状10（TBS）
- 4日 - 美川&うのの突撃旅・第4弾ロンドン（日本テレビ）
- 7日 - 大家族スペシャル4（TBS）
- 9日 - 嵐の芸能界・天国と地獄 〜転落人生劇場〜（TBS）
- 10日
  - X-TRAIL JAM（日本テレビ）
  - 世界の決定的瞬間・奇跡と感動の大救出（日本テレビ）
- 11日 - 藤井フミヤの世界探検III 夢幻の砂漠に抱かれて 激走サハラ感動500キロ（テレビ朝日）
- 12日 - さすらいの地引き網!ベトナム珍道中!!（中京テレビ）
- 18日
  - 人間ビジョンスペシャル10・知床悠久の半島（北海道テレビ）
  - 美しくやせたい女たち驚異の記録（テレビ東京）
- 23日
  - 史上最強の占い!人生相談スペシャル（TBS）
  - 人に言えない裏人生3 涙と栄光の御三家スペシャル（フジテレビ）
- 25日 - 漫才大好き宣言!2（関西テレビ）
- 27日 - 大家族スペシャル2001春・貧乏なんかに負けないぞ7（フジテレビ）

### 3月放送
- 4日 - 江川卓・渡辺満里奈の食べちゃえ2 春の瀬戸内ぐるり旅（日本テレビ）
- 9日
  - 動物病院緊急密着24時（TBS）
  - 第24回日本アカデミー賞授賞式（日本テレビ）
- 11日 - 輝け!ゴールデンアロー賞発表グランプリ（テレビ朝日）
- 17日 - 神秘と怪奇の禁断ゾーン・この先撮影禁止の先2（日本テレビ）
- 18日 - さよなら・ムツゴロウとゆかいな仲間たち（フジテレビ）
- 20日 - ドリフ大爆笑21世紀スペシャル（フジテレビ）
- 22日 - 怪傑熟女!緊急出動!史上最強の人生相談スペシャル（TBS）
- 23日 - 開幕だよ!欽ちゃんのプロ野球好珍プレー!!独占大公開スペシャル（TBS）
- 24日
  - 報道スペシャル・仰天!働く元気老人&緊急!いのちの最前線3（テレビ東京）
  - 完全決着ワケあり人生(秘)旅2（テレビ朝日）
  - 全国警察完全密着24時・春の大捜査スペシャル（TBS）
- 29日 - DAISUKI!スペシャル（日本テレビ）

### 4月放送
- 3日 - 動物の赤ちゃん大集合（テレビ東京）
- 4日 - 春爛漫!!笑って泣いてニッポンのお母ちゃん（日本テレビ）
- 5日 - 恋と音楽の魔法2（フジテレビ）
- 7日 - 本当にあった!世界の仰天体験スペシャル2（テレビ東京）
- 8日 - たかじんの帰ってこい上岡龍太郎〜爆笑(秘)まるごとマウイ感謝祭〜（関西テレビ）
- 12日 - 湯けむり生中継救え!!温泉旅館生き残り大作戦（テレビ朝日）
- 13日 - 元祖!史上最強!!大行列 ラーメン&寿司新店ランキング（テレビ東京）
- 15日 - 志村けんの激ウマ列島（テレビ朝日）
- 20日 - 衝撃ファイルAAA（TBS）
- 22日
  - 輝く!第36回上方漫才大賞（関西テレビ）
  - 第30回広告大賞（フジテレビ）
- 27日
  - 発見!これが日本のスーパー名医だ!!（TBS）
  - 中国からの贈りもの 〜私の太陽（フジテレビ）

### 6月放送
- 8日 - 全国交通警察24時 直撃!一斉捜査スペシャル（TBS）
- 10日 - 武田鉄矢の香港ふれあい旅日記（日本テレビ）
- 16日 - 噂の覆面マジシャンが禁断のトリック大暴露（日本テレビ）
- 17日 - ザ・チェイス3（日本テレビ）

### 7月放送
- 1日 - ニッポンを釣りたい!（テレビ新広島）
- 6日
  - 沼島の春よふたたび8周年記念スペシャル（TBS）
  - 第32回夏祭りにっぽんの歌（テレビ東京）
- 9日 - 徳光和夫の地獄の家族スペシャル2（テレビ東京）
- 22日 - さんま・玉緒・美代子のいきあたりばったり珍道中4 in ラスベガス（フジテレビ）
- 28日 - 第24回隅田川花火大会（テレビ東京）
- 29日 - 応演歌じゃがいもの会（テレビ朝日）

### 8月放送
- 4日 - 第25回鳥人間コンテスト選手権大会（読売テレビ）
- 11日 - 第33回思い出のメロディー（NHK総合）
- 18〜19日 - 24時間テレビ 「愛は地球を救う」24（日本テレビ）
- 20日 - 昭和歌謡大全集（テレビ東京）
- 25日 - ハイヒールモモコ一家の夏休み2001 IN タイ〜汗と涙の感動の必死体験旅〜（関西テレビ）
- 29日 - 大家族スペシャル5（TBS）

### 9月放送
- 7日
  - 大都会最新犯罪ファイル2（TBS）
  - ライオンスペシャル 第21回全国高等学校クイズ選手権（日本テレビ）
- 8日 - 餃子大王!筧利夫の台湾七不思議ツアー2（テレビ朝日）
- 15日 - 京都迷宮ツアースペシャル〜スターが巡る映画の街〜（関西テレビ）
- 16日 - マチャミ&柴田&角田・爆笑食べまくり旅2 IN 香港（日本テレビ）
- 21日 - 熱血警察官24時!!秋の全国大捜査スペシャル（TBS）
- 22日 - 衝撃暴露!仮面の告白激ヤバ芸能界ウラ情報極秘流出スペシャル（日本テレビ）
- 24日 - 第45回上方漫才まつり（MBS毎日放送）
- 25日 - 連続ドキュメント 五嶋龍のオデッセイ（フジテレビ）
- 28日 - 2001スターどっきり☆傑作スペシャル!25年の秘蔵映像全て見せます（フジテレビ）

### 10月放送
- 7日
  - ザッツ・エンゲイテイメント8（フジテレビ）
  - なにわ友あれ赤井英和スペシャル（MBS毎日放送）
- 11日 - 噂の覆面マジシャンvsプリンセス天功・暴露バトル（日本テレビ）
- 12日
  - 私は死にかけた!奇跡の生還・芸能人特別版（日本テレビ）
  - ダウンタウンのものごっつええ感じスペシャル（フジテレビ）

### 11月放送
- 17日 - 生命38億年スペシャル 人間とは何だIII 奇跡の脳…自己を探す感動の旅（TBS）
- 25日
  - 久米宏のがん戦争PART18（テレビ朝日）
  - 志村けんの激ウマ列島縦断IV 湯けむり秘伝の味スペシャル（テレビ朝日）
  - 第34回日本作詩大賞（テレビ東京）

### 12月放送
- 1日 - ひと足お先に総決算!!衝撃(秘)ワイドショー爆笑スクープ大解禁（日本テレビ）
- 2日
  - 江川・満里奈の食べちゃえみちのくぐるり旅（日本テレビ）
  - SUPER DREAM LIVE（テレビ東京）
- 4日 - 5つ子ちゃんが2組で笑いも感動も10倍だよスペシャル2（フジテレビ）
- 6日 - 2001FNS歌謡祭（フジテレビ）
- 8日 - サントリー一万人の第九 佐渡裕 in ウィーン名曲誕生のナゾ（MBS毎日放送）
- 9日
  - 徳光&紗理奈の地元で遊ぼうPART5（日本テレビ）
  - 江川・掛布のゴルフ巨人×阪神戦（読売テレビ）
- 14日 - 発表!第34回日本有線大賞（TBS）
- 15日 - ラ・フェスタ・ミッレミリア2001（テレビ朝日）
- 19日
  - 1億3000万人が選ぶ!ベストアーティスト（日本テレビ）
  - 報道スクープ決定版'01（TBS）
- 22日 - さんま&SMAP!美女と野獣のクリスマススペシャル'01（日本テレビ）
- 23日 - プロ野球関西3球団対抗ゴルフマッチ（関西テレビ）
- 24日 - 明石家サンタの史上最大のクリスマスプレゼントショー（フジテレビ）
- 28日
  - 噂の覆面マジシャン禁断のトリック大暴露・戦慄の最終章（日本テレビ）
  - さんま・清の夢競馬2001（関西テレビ）
- 29日
  - マジカル頭脳パワー!! 21世紀芸能界No.1頭脳決定戦スペシャル!! MAGICAL SPECIAL 2001（日本テレビ）
  - クイズところ変れば!? 湯けむり日本縦断スペシャル（テレビ東京）
  - 超大物選手が大集合!スポーツ大忘年会スペシャルで無礼講ッス!（日本テレビ）
- 30日
  - TBS創立50周年記念番組 ザ・ベストテン2001（TBS）
  - 朝まで生つるべ（テレビ朝日）
- 31日
  - 第14回全国おもしろニュースグランプリ2001（テレビ朝日）
  - 第34回年忘れにっぽんの歌（テレビ東京）
  - 大晦日特別企画 嗚呼!バラ色の珍生!! 超感動!涙のご対面!緊急生放送スペシャル（日本テレビ）
  - ビートたけしの世界はこうしてダマされた!?禁断の裏側大暴露!!超常現象(秘)ファイル（テレビ旭）
  - 最強運芸能人決定戦。（フジテレビ）

### 1年間で複数回放送された特番
- 1月1日、3月23日 - 最強の男は誰だ!壮絶筋肉バトル!!スポーツマンNo.1決定戦
- 1月1日、4月3日 - 笑う子犬の生活（フジテレビ）
- 1月2日、4月8日 - 豪華版!テレビ探偵団（TBS）
- 1月3日、3月30日、9月14日 - 爆笑開運!女ばかりの人生立て直しスペシャル（フジテレビ・関西テレビ共同制作）
- 1月3日、4月2日 - はじめてのおつかい（日本テレビ）
- 1月4日、4月7日、10月5日、12月28日 - オールスター赤面申告!ハプニング大賞（TBS）
- 1月8日、4月2日 - 名曲ベストヒット歌謡（テレビ東京）
- 1月12日、6月29日、12月25日 - 全国行方不明者大捜索スペシャル（TBS）
- 1月14日、5月20日 - 巡礼・世界の聖地（MBS毎日放送）
- 1月14日 - 田原総一朗スペシャル（テレビ朝日）
- 1月19日、5月18日、9月19日 - 実録!世にも奇妙な体験スペシャル（TBS）
- 1月27日、2月24日、3月31日、5月13日、6月24日、7月8日、8月26日 - さんまの天国と地獄（フジテレビ）
- 1月27日 - さんま・所の乱れ咲き花の芸能界オシャベリの殿堂（日本テレビ）
- 2月3日、11月3日 - こんな金持ち見たことない!史上最強の億万長者（日本テレビ）
- 2月16日、6月1日 - 日本の仰天三面記事スクープ大賞（TBS）
- 2月18日、8月5日 - 高田・久本・ビビアン 最強の料理人を探せ!! in 上海（中京テレビ）
- 3月2日、9月26日 - 全ては現場で起こった!全国美人アナ総出演二度と撮れない超A級スクープ映像大賞（TBS）
- 3月12日、9月17日 - 島田紳助がオールスターの皆様に芸能界の厳しさ教えますスペシャル!（読売テレビ）
- 3月13日、12月18日 - 東京vs大阪・激撮(秘)事件100連発（フジテレビ）
- 3月19日 - 列島縦断警察24時（テレビ朝日）
- 2月11日、3月19日、4月7日、7月19日 - THEわれめDEポン（フジテレビ）
- 3月21日 - 奇跡の生還! 九死に一生スペシャル（日本テレビ）
- 3月21日、9月19日 - 中居正広の家族会議を開こう!（TBS）
- 3月22日、9月17日 - 衝撃!カメラは見た!壮絶夫婦ゲンカ!ダメ夫に妻ブチギレ!完全実況スペシャル（テレビ朝日）
- 3月24日、12月27日 - ニュースの女王決定戦2001（日本テレビ）
- 3月26日、9月18日 - 今夜あなたは目撃者…全国警察犯罪捜査網（日本テレビ）
- 3月27日、9月25日、12月25日 - ものまね紅白歌合戦スペシャル（フジテレビ）
- 3月27日、10月2日 - 事件の最前線 直撃24時（テレビ朝日）
- 3月28日、9月25日 - 今夜!完全大包囲網!!テレビ公開大捜査SP あの未解決事件を追え（TBS）
- 3月28日、9月26日 - ナイナイ&キャイ〜ン トークは豪華に堂々とスペシャル（日本テレビ）
- 3月30日 - 探偵は見た!完全実録人生修羅場スペシャル（TBS）
- 3月30日、10月5日 - ナイナイナスペシャル（テレビ朝日）
- 3月31日、10月6日 - オールスター感謝祭'01 超豪華！クイズ決定版（TBS）
- 3月31日、12月27日 - 徳光&所のスポーツえらい人グランプリ（日本テレビ）
- 4月2日、10月4日 - 爆笑問題の死ぬかと思った（フジテレビ）
- 4月3日、9月28日 - 激闘大家族スペシャル 大都会の4男4女・愛は貧乏を越えた!（TBS）
- 4月4日、10月5日 - フードバトルクラブ（TBS）
- 4月5日、10月6日 - あの人は今!?（日本テレビ）
- 4月6日、9月21日 - キャイ〜ン&ユースケ 炎の恋愛バトルスペシャル!（TBS）
- 4月7日、9月29日、12月29日 - 紳助の謎と恐怖の大スクープ!信じられない大事件（テレビ朝日）
- 4月8日、9月24日 - カウントダウンオールヒット（TBS）
- 5月12日、10月7日 - 絶対に訴えてやるぞ!!芸能人VS弁護士軍団・大爆笑!法律バトル（日本テレビ）
- 6月24日、9月 - ITスペシャル オレたちの時代がきた（テレビ東京）
- 7月4日、7月11日、7月18日、7月25日 - 愛と涙の蔵出し物語（MBS毎日放送）
- 7月13日、11月16日 - プロ野球珍プレー・好プレー大賞（フジテレビ）
- 7月16日、9月27日、12月30日 - 勇者のスタジアム・プロ野球好珍プレー（日本テレビ）

## レギュラー番組の拡大版スペシャル
各テレビ番組の項目に拡大版の記述があるものを除く。拡大版の記述がある番組は、各番組の項目も参照。
- 1月1日
  - いろもん大新年会スペシャル（日本テレビ）
  - エブナイ21世紀 〜ごめんね20世紀スペシャル〜（フジテレビ）
  - 新春ズームイン!!朝! つなげよう!未来に…祝21世紀特別拡大版（日本テレビ）
  - 笑点!お笑い初詣で!!超豪華新春スペシャル（日本テレビ）
  - 新春大売出し!さんまのまんま（関西テレビ）
- 1月1日、12月29日 - 美の巨人たちスペシャル（テレビ東京）
- 1月1日、8月19日、12月31日 - 噂の!東京マガジン特大号（TBS）
- 1月2日
  - 快傑えみちゃんねる21世紀も心底爆笑してください。スペシャル（関西テレビ）
  - 紳助の正月マンダラ in 韓国（関西テレビ）
- 1月2日(2.5H)、4月3日(2.5H)、7月17日(1.5H) - 踊る踊る踊る!さんま御殿!!スペシャル（日本テレビ）
- 1月3日
  - やじうまワイド新春スペシャル（テレビ朝日）
  - 新婚さんいらっしゃい!2001年新春スペシャル（ABC朝日放送）
  - トミーズのはらぺこ亭お正月スペシャル 爆笑(秘)ご接待（関西テレビ）
  - お正月だよ!よしもと新喜劇（MBS毎日放送）
  - 新春ウルトラLOVE LOVEあいしてる（フジテレビ）
- 1月4日
  - ザ・ワイド2001新世紀スペシャル（日本テレビ・読売テレビ共同制作）
  - ジャンクSPORTS新春特大スペシャル!!（フジテレビ）
  - ウラまるカフェ新春90分スペシャル（TBS）
- 1月4日、4月9日、10月8日 - ワールドプロレスリングスペシャル（テレビ朝日）
- 1月5日
  - ニュースステーション15周年『ありがとう』スペシャル（テレビ朝日）
  - 藤井隆のダンシン!スペシャル（テレビ東京）
  - 極楽とんぼのとび蹴りゴッデス裸の楽園スペシャル（テレビ朝日）
- 1月5日、4月13日、11月30日 - ペット大集合!ポチたま2時間スペシャル（テレビ東京）
- 1月6日
  - メレンゲの気持ち新春おでかけ120分（日本テレビ）
  - 芸能人天ぷら女王決定戦 愛のエプロン大賞2001（テレビ朝日）
  - 年中夢中!コンビニ宴ス90分スペシャル（テレビ朝日）
  - 日立 世界・ふしぎ発見!スペシャル（TBS）
  - 恋のから騒ぎ…大騒ぎスペシャル（日本テレビ）
  - 新春ひざくりげ特大号（テレビ朝日）
  - チューボーですよ!60分拡大スペシャル（TBS）
  - ランク王国・新世紀バトルSP（TBS）
- 1月6日、3月17日、9月29日 - 筋肉番付スペシャル（TBS）
- 1月6日、3月24日 - サタ☆スマスペシャル 中居正広のボク生き!境界線特大号（フジテレビ）
- 1月7日 - ロンブー龍新春スペシャル（日本テレビ）
- 1月7日(1H・20世紀総集編)、4月8日(1H) - おしゃれカンケイ60分スペシャル（日本テレビ）
- 1月8日 - 2時ドキッ!新春スペシャル（関西テレビ）
- 1月10日 - music-entaスペシャル（テレビ朝日）
- 1月18日 - 特大ストーリーランドディレクターズカット&最強SP（日本テレビ）
- 2月14日、3月21日、8月8日、8月22日、10月3日、12月26日 - 超オフレコ!（TBS）
- 2月17日 - テレビ寺子屋科学スペシャル「フロリダ・知られざる水の楽園」（テレビ静岡）
- 3月4日 - ハロー!モーニング。すごいぞ90分スペシャル（テレビ東京）
- 3月15日(最終回) - 超感動の永久保存版・嗚呼!バラ色の珍生涙の最終回スペシャル（日本テレビ）
- 3月19日、9月17日、11月19日 - 徳光和夫の情報スピリッツスペシャル（テレビ東京）
- 3月23日 - 『ぷっ』すま日本中の女をギャフン!言わせてやるスペシャル（テレビ朝日）
- 3月25日 - 稲妻!ロンドンハーツ THE BL@CK MAIL!芸能界無差別送信SP（テレビ朝日）
- 3月26日 - チノパンスペシャル（フジテレビ）
- 3月27日(最終回) - 神出鬼没・乗ってけ!北野誠タクシーいろんな人生乗せましたスペシャル（関西テレビ）
- 3月28日
  - 赤ちゃん金ちゃんしゃべる部屋・春の外ロケ特大スペシャル（フジテレビ）
  - つんくタウン4月に引越しスペシャル（フジテレビ）
- 3月29日、4月12日、10月4日 - とくばん（TBS）
- 3月31日 - 恋のから騒ぎ…ご卒業スペシャル（日本テレビ）
- 4月1日 - ウチくる!?拡大スペシャル（フジテレビ）
- 4月2日、10月1日、11月19日 - 愛の貧乏脱出大作戦2時間スペシャル（テレビ東京）
- 4月4日、8月22日、10月3日 - いい旅・夢気分スペシャル（テレビ東京）
- 4月4日(2H) - 明石家マンション物語ダメ爛漫スペシャル（フジテレビ）
- 4月5日(2H)、9月27日(2H)、12月20日(2H) - 回復!スパスパ人間学スペシャル（TBS）
- 4月6日(2H) - クイズ赤恥青恥2時間スペシャル（テレビ東京）
- 4月6日(2H)、9月21日(2H)、12月21日(2H) - 世界痛快伝説!!運命のダダダダーン!スペシャル（ABC朝日放送）
- 4月7日(1H) - 内村プロデューススペシャル（テレビ朝日）
- 4月14日(1.5H) - 出没!アド街ック天国スペシャル（テレビ東京）
- 5月3日、12月25日 - debuyaスペシャル（テレビ東京）
- 5月4日 - 徹子の部屋25周年特別拡大版（テレビ朝日）
- 5月13日 - とりあえずイイ感じ。1時間スペシャル（日本テレビ）
- 6月29日 - ザ!キャッシュマン 人生を変えたい!お金が欲しい!ノーモア貧乏鬼修羅場スペシャル（フジテレビ、関西テレビ）
- 6月30日、9月15日、12月22日 - テレビ王スペシャル（テレビ朝日）
- 7月29日 - 特上!天声慎吾特別版（日本テレビ）
- 8月8日 - 明石家マンション物語8月8日・88回・88分生スペシャル（フジテレビ）
- 9月24日、11月26日 - 解決!クスリになるテレビ2時間スペシャル（テレビ東京）
- 9月28日 - チョナン・カンスペシャル（フジテレビ）
- 9月30日(1H) - あっぱれさんま大先生スペシャル（フジテレビ）
- 10月2日(2H) - 直撃!!ウワサの5人 実りの秋!ニューハーフスペシャル（フジテレビ）
- 10月3日(2.5H) - 超アンビリーバブル!ザ!世界仰天ニュース最強スペシャル特別版（日本テレビ）
- 10月5日、12月3日、12月28日 - ワールドビジネスサテライトスペシャル（テレビ東京）
- 10月9日 - 夜なのにッ!?めざましテレビ!!秋のとれたて超人気番組NG&爆笑ニュース(秘)映像てんこ盛りスペシャル（フジテレビ）
- 10月10日 - ココリコミラクルタイプ芸能人の最低彼氏&彼女暴露スペシャル（フジテレビ）
- 10月13日、12月22日 - 緊急指令!!これマジ!?世界ふしぎと戦うぞスペシャル（テレビ朝日）
- 10月16日 - たけし・所のWA風がきた!2時間スペシャル（ABC朝日放送）
- 11月30日 - ザ・ジャッジ!緊急トラブルスペシャル（フジテレビ）
- 12月3日 - 歌って最高!2時間スペシャル（テレビ東京）
- 12月7日 - B.C.ビューティー・コロシアム芸能人もキレイなるゾスペシャル（フジテレビ）
- 12月17日(2H) - キスだけじゃイヤッ!おもろすぎるカップルがまたまたこんなに集まっちゃいましたスペシャル（読売テレビ）
- 12月19日(2H) - ろみひー(秘)履歴ショー超大物スター限定スペシャル（中京テレビ）
- 12月20日 - 1億2727万人vsモー娘。モー。たいへんでしたウルトラショップスペシャル（日本テレビ）
- 12月22日
  - すぽーつアミーゴ!SP 離島に夢を!間寛平が作る感動マラソンロード〜百島が泣いて笑った42.195km〜（関西テレビ）
  - SmaSTATION!!スペシャル（テレビ朝日、1.5H）
- 12月25日 - ガレッジヴァンガードスペシャル（テレビ朝日）
- 12月27日
  - ほっとカンサイ年末スペシャル 悲劇をくりかえすな（関西テレビ）
  - T×2 Showスペシャル（テレビ朝日）
- 12月28日 - ワールドビジネスサテライト年末スペシャル（テレビ東京）
- 12月29日
  - 旅サラダスペシャル（ABC朝日放送）
  - 渡辺篤史の建もの探訪スペシャル（テレビ朝日）
  - USOOO!?ジャパン見ないお前はすでに死んでいるスペシャル!!（TBS）
  - ブロードキャスター熱血特大版スペシャル（TBS）
  - ちゃんネプ年末スペシャル（テレビ朝日）
- 12月30日
  - サンデーモーニング拡大版!歳末必見スペシャル（TBS）
  - 皇室日記スペシャル（日本テレビ）
  - おはスタ年末スペシャル（テレビ東京）
  - THE・サンデー特別企画 爆笑2001燃えた人大賞（日本テレビ）
  - 超ASAYAN卒業生(秘)未公開シーン大放出&プレミアライブスペシャル（テレビ東京）
  - タモリ倶楽部20周年記念スペシャル 空耳アワー100連発（テレビ朝日）
- 12月31日
  - レッツ!超豪華180分笑って得して感動SP（日本テレビ）
  - 発表!2001年下半期ごきげんよう大賞（フジテレビ）
  - 超豪華年越し生放送Vivaメントレ兄弟3番組合体スペシャル
  - 生いろもん新年会SP（日本テレビ）
  - はねるのトびら 禁断キャラVSゲスト!!傑作コント&108暴露（フジテレビ）